# Guldbagge/Beste Regie
Guldbagge: Beste Regie
Eine Liste der Gewinner des schwedischen Filmpreises Guldbagge in der Kategorie Beste Regie (Bästa regi). Das Schwedische Filminstitut vergibt seit 1964 alljährlich seine Auszeichnungen für die besten Filmproduktionen und Filmschaffenden des vergangenen Kinojahres Ende Januar beziehungsweise Anfang Februar auf einer abwechselnd in Stockholm oder Göteborg stattfindenden Gala.
Am erfolgreichsten in dieser Kategorie waren die schwedischen Regisseure Hans Alfredson (1975, 1982 und 1986) und Kjell Grede (1968, 1988 und 1991), die es auf je drei Auszeichnungen brachten, gefolgt von Tomas Alfredson, Roy Andersson, Ingmar Bergman, Lukas Moodysson, Jan Troell und Bo Widerberg mit je zwei Siegen. Als einzige Filmemacher aus nicht-skandinavischen Ländern konnten sich 1985 der Isländer Hrafn Gunnlaugsson (Das versunkene Imperium) und 1993 der Brite Colin Nutley (Fannys Farm) in die Siegerliste einreihen.

## Preisträger und Nominierungen

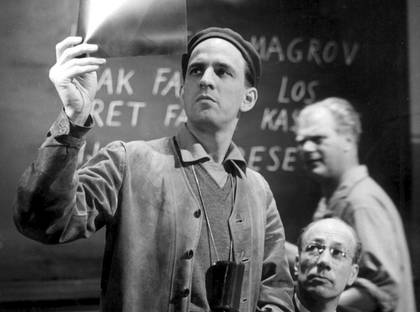
Ingmar Bergman gewann zwei Auszeichnungen: die erste für Das Schweigen und die zweite für Fanny und Alexander.

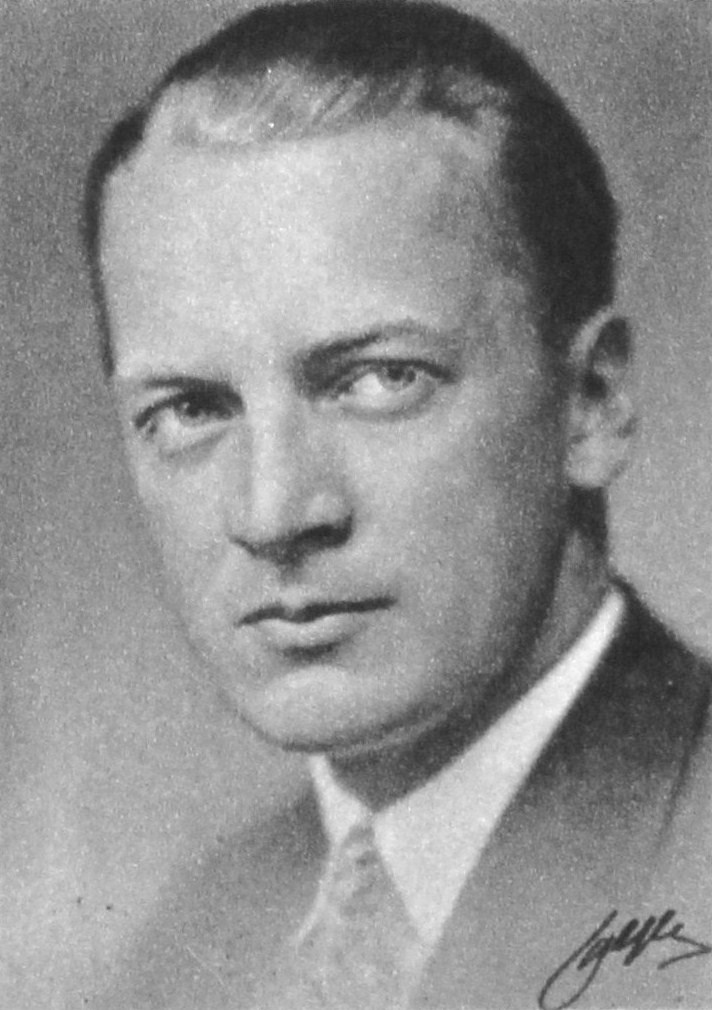
Alf Sjöberg gewann 1965/1966 für Ön.

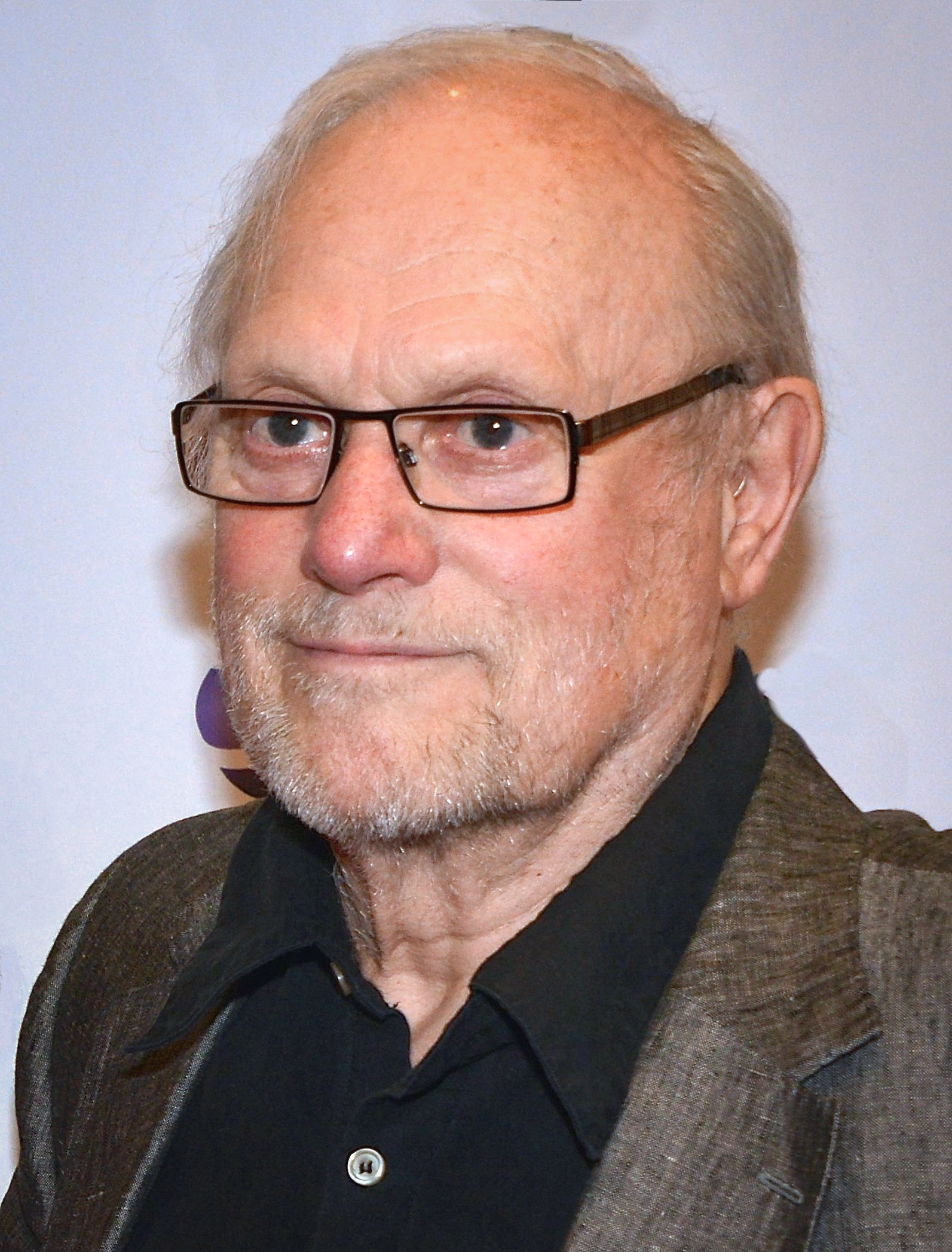
Jan Troell gewann zwei Auszeichnungen, für Here's Your Life und As White as in Snow, und wurde für zwei nominiert: Die ewigen Momente der Maria Larsson und Dom över död man.

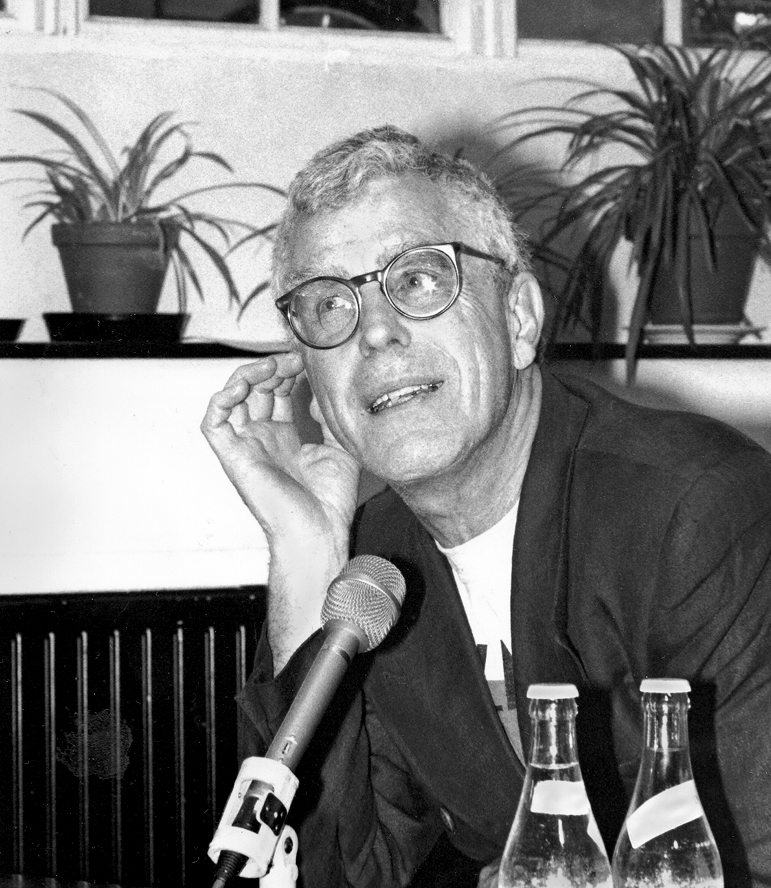
Bo Widerberg gewann zwei Auszeichnungen, für Adalen 31 und Schön ist die Jugendzeit.

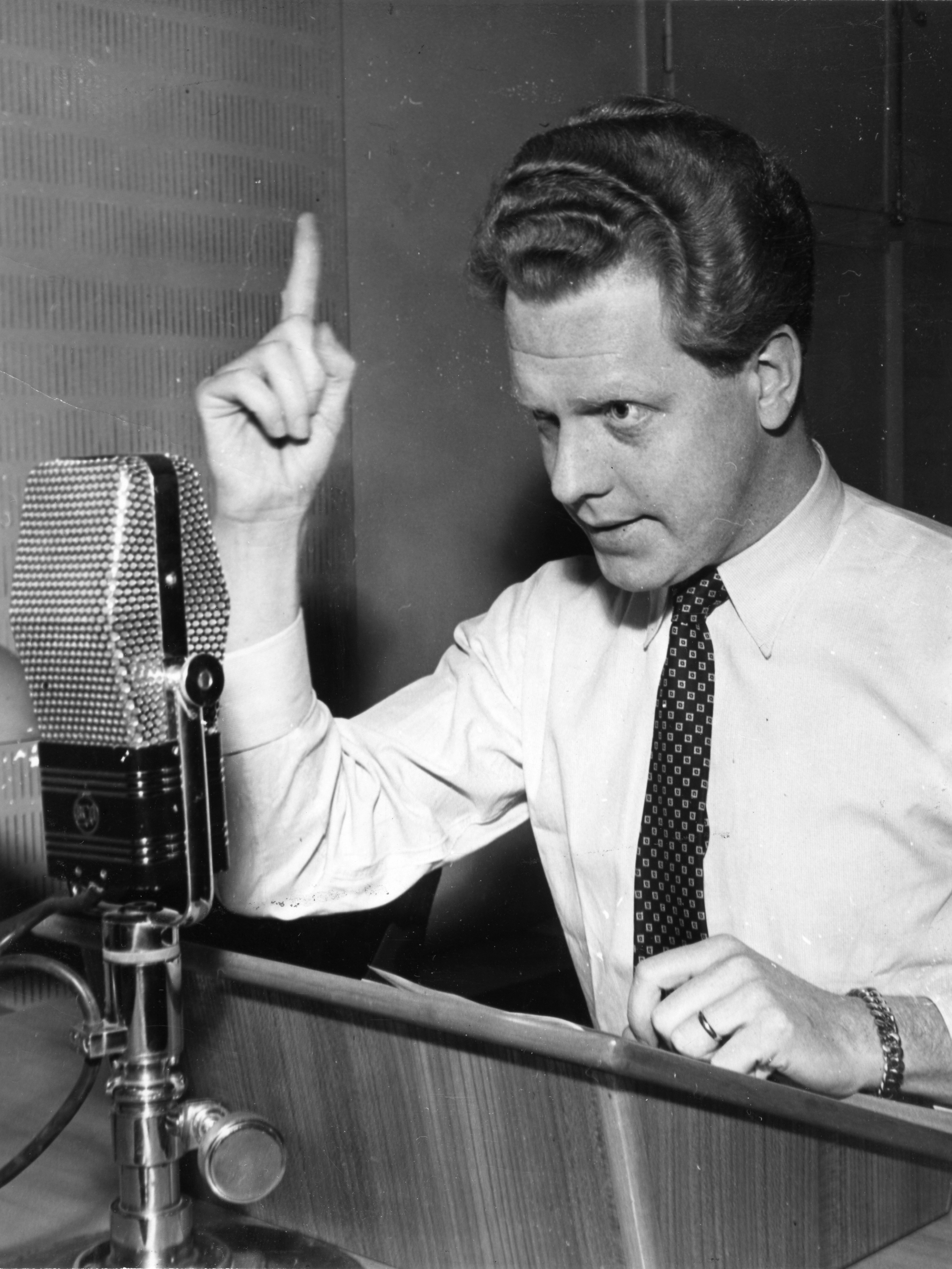
Tage Danielsson gewann im 1971/72 für Apfelkrieg.

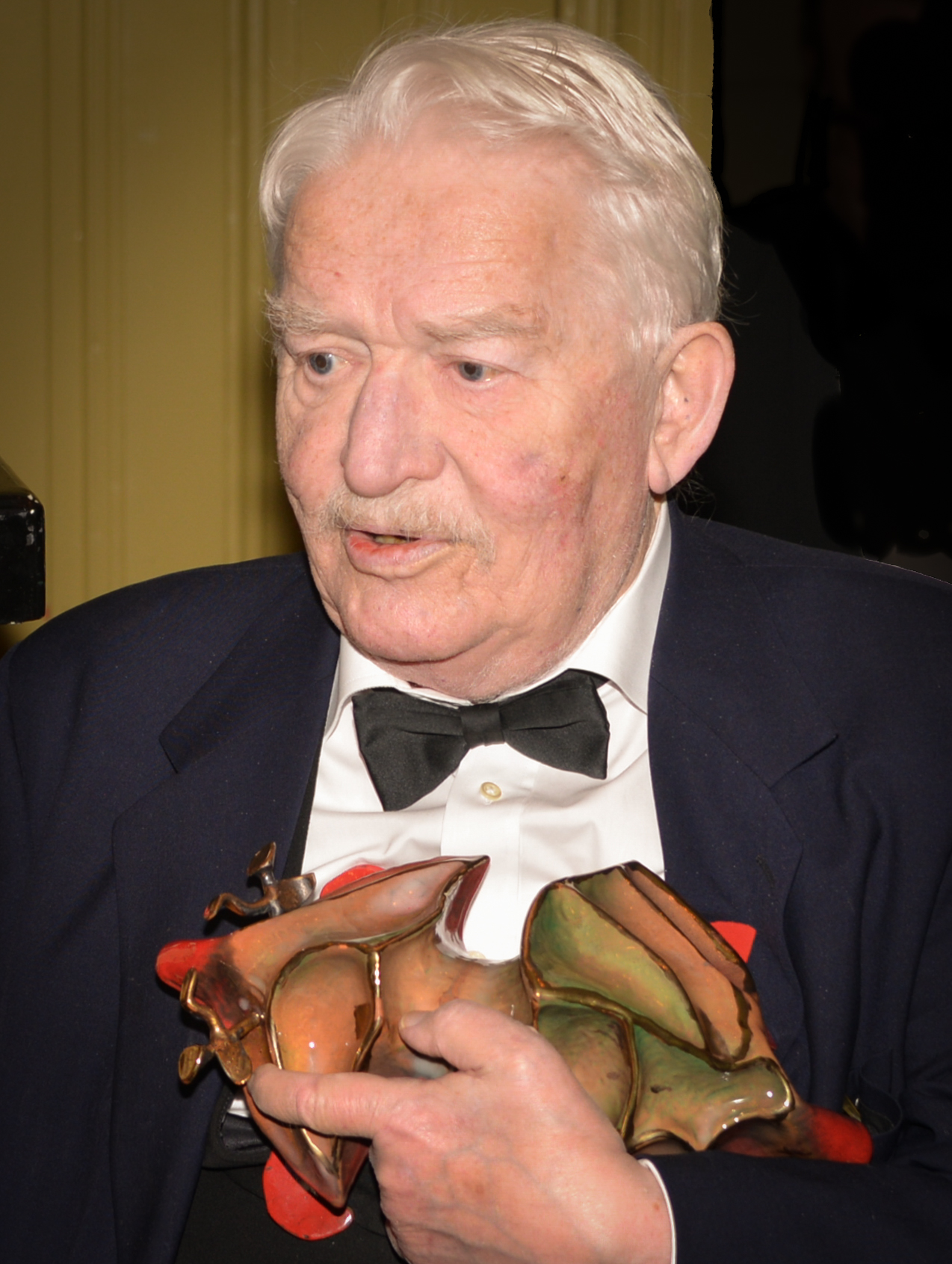
Hans Alfredsson gewann drei Auszeichnungen, Ägget är löst!, Der einfältige Mörder und Falsk som vatten.

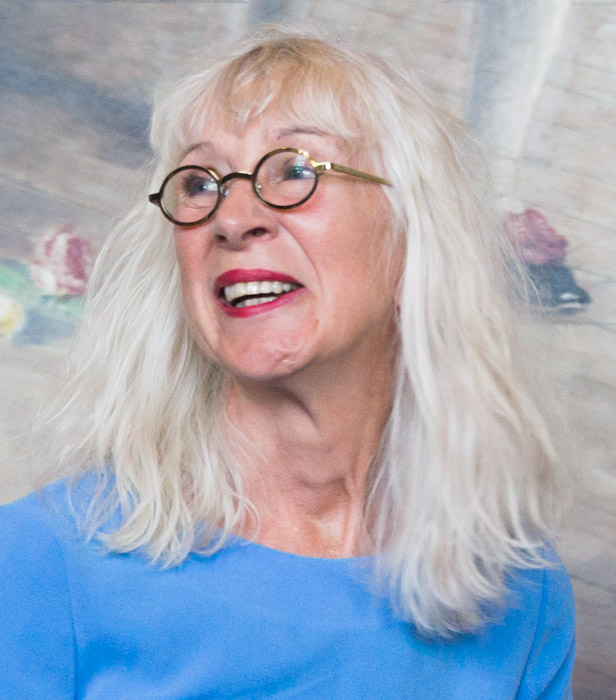
Suzanne Osten gewann 1986 für Mozart Brothers.

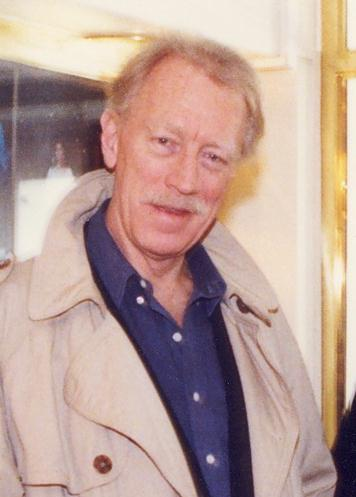
Max von Sydow gewann im 1988 für Vid vägen.

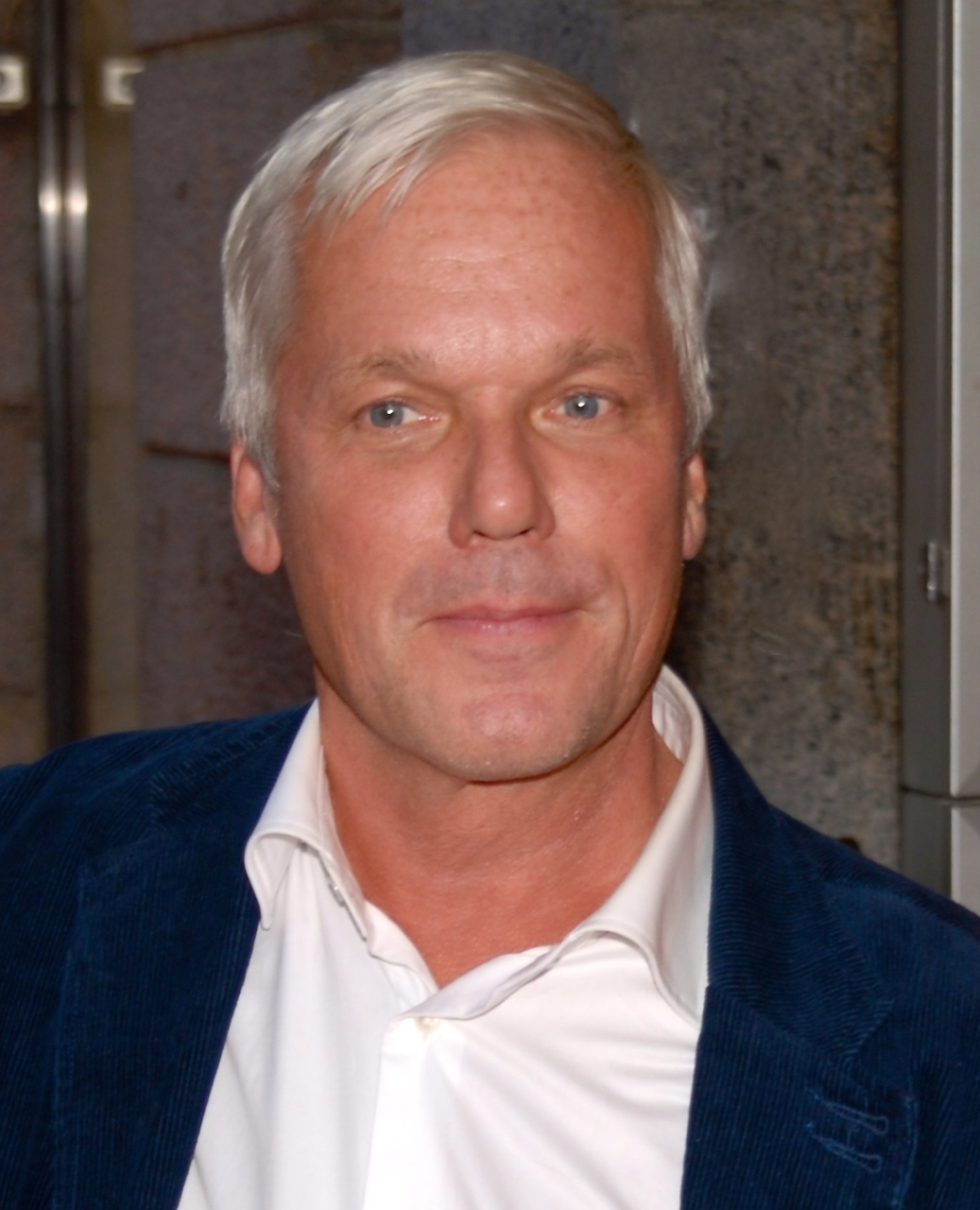
Kjell Sundvall gewann im 1996 für Die Spur der Jäger.

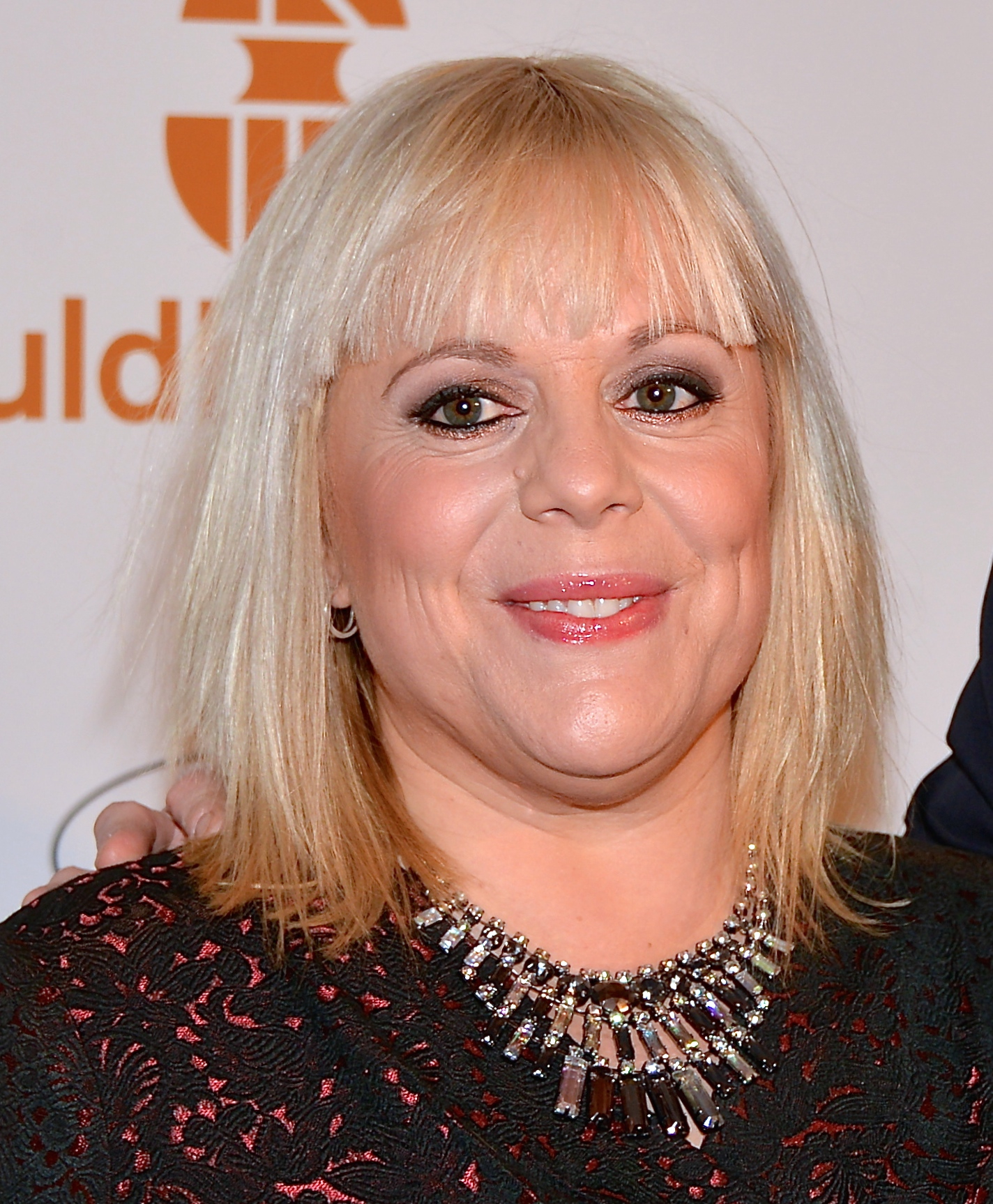
Ella Lemhagen gewann im 1999 für Tsatsiki – Tintenfische und erste Küsse.

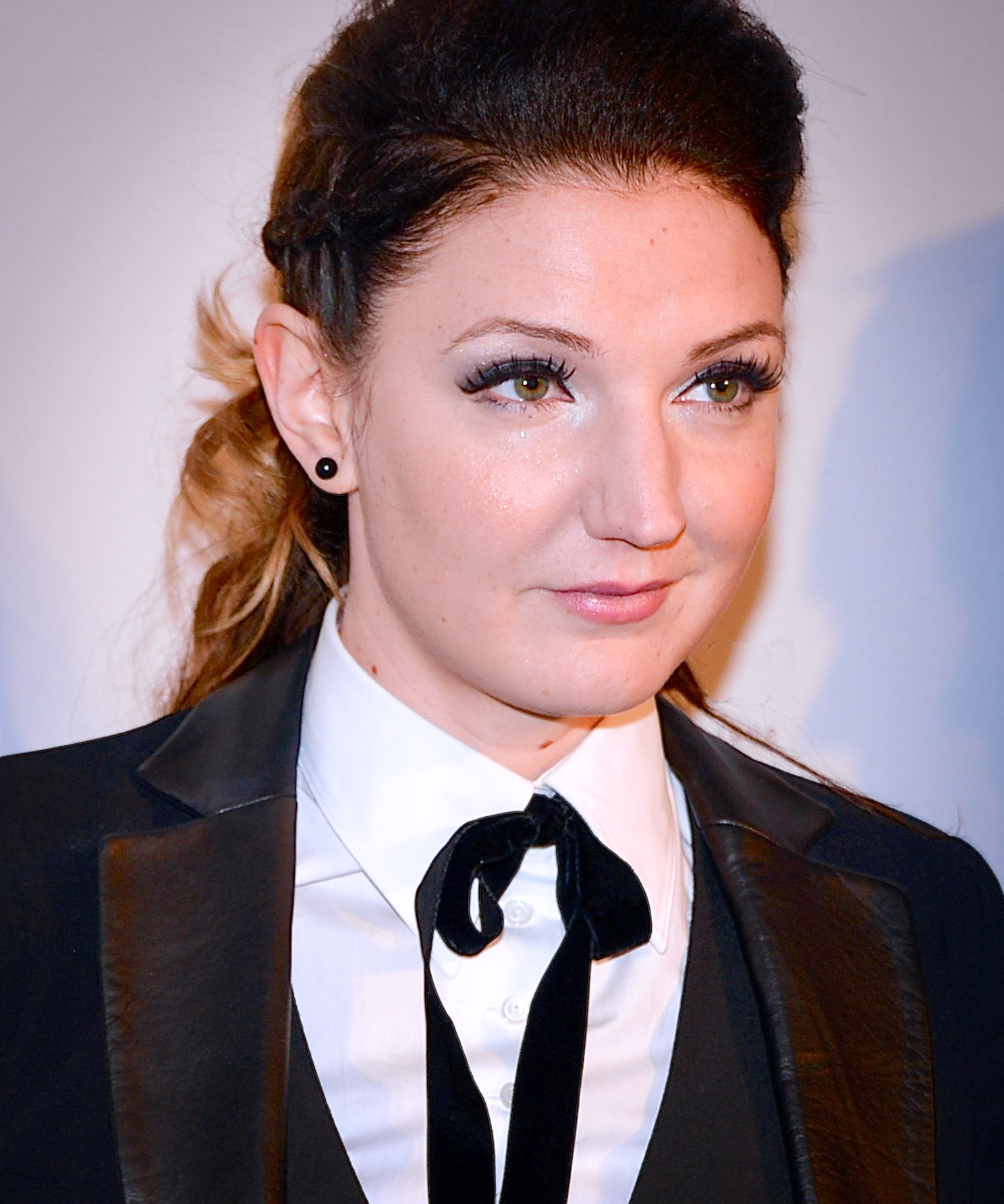
Gabriela Pichler gewann im 2012 für Eat Sleep Die.

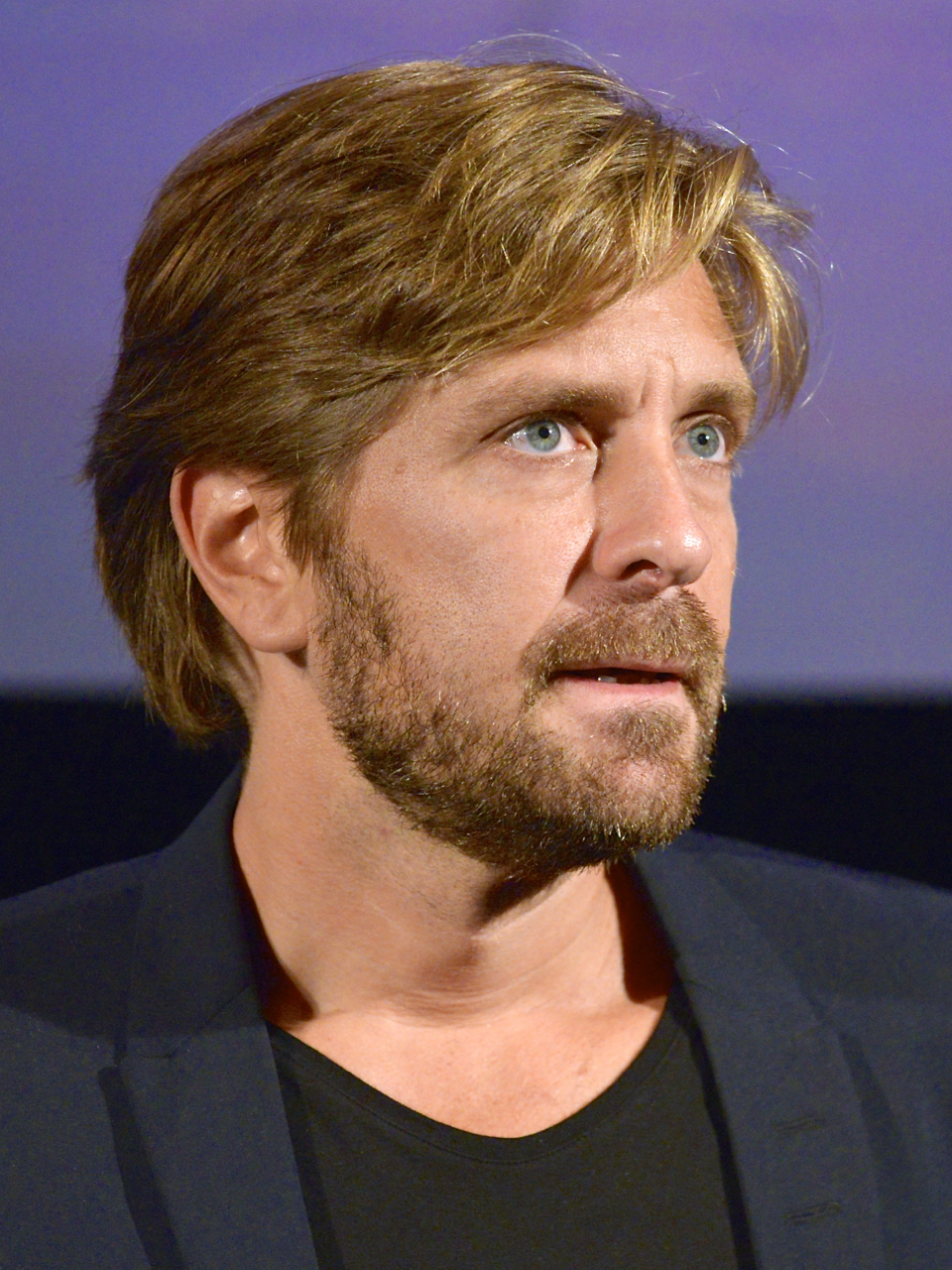
Ruben Östlund gewann drei Auszeichnungen, Play – Nur ein Spiel?, Höhere Gewalt und The Square.

### 1964–1970
| Jahr         | Preisträger           | Filmtitel              | Deutscher                | Ref.  |
| ------------ | --------------------- | ---------------------- | ------------------------ | ----- |
| 1963/64 (1.) | Ingmar Bergman        | Tystnaden              | Das Schweigen            | [ 1 ] |
| 1964/65 (2.) | Arne Sucksdorff       | Mitt hem är Copacabana | Mein Heim ist Copacabana |       |
| 1965/66 (3.) | Alf Sjöberg           | Ön                     | nicht bekannt            |       |
| 1966/67 (4.) | Jan Troell            | Här har du ditt liv    | Hier hast du dein Leben  |       |
| 1967/68 (5.) | Kjell Grede           | Hugo och Josefin       | Hugo und Josefin         | [ 2 ] |
| 1968/69 (6.) | Bo Widerberg          | Ådalen '31             | Adalen 31                |       |
| 1969/70 (7.) | Lars Lennart Forsberg | Misshandlungen         | Körperverletzung         |       |

### 1971–1980
| Jahr          | Preisträger              | Filmtitel                | Deutscher                | Ref.  |
| ------------- | ------------------------ | ------------------------ | ------------------------ | ----- |
| 1970/71       | — (Preis nicht vergeben) | — (Preis nicht vergeben) | — (Preis nicht vergeben) |       |
| 1971/72 (8.)  | Tage Danielsson          | Äppelkriget              | Apfelkrieg               |       |
| 1972/73 (9.)  | Johan Bergenstråhle      | Jag heter Stelios        | Ich heiße Stelios        |       |
| 1973/74 (10.) | Vilgot Sjöman            | En handfull kärlek       | nicht bekannt            |       |
| 1974/75 (11.) | Hans Alfredson           | Ägget är löst!           | nicht bekannt            | [ 3 ] |
| 1975/76 (12.) | Jan Halldoff             | Polare                   | nicht bekannt            |       |
| 1976/77 (13.) | Marianne Ahrne           | Långt borta och nära     | Unerreichbar nah         |       |
| 1977/78 (14.) | Olle Hellbom             | Bröderna Lejonhjärta     | Die Brüder Löwenherz     |       |
| 1978/79 (15.) | Stefan Jarl              | Ett anständigt liv       | Ein anständiges Leben    |       |
| 1979/80 (16.) | — (Preis nicht vergeben) | — (Preis nicht vergeben) | — (Preis nicht vergeben) |       |

### 1981–1990
| Jahr          | Preisträger        | Filmtitel                  | Deutscher                     | Ref.  |
| ------------- | ------------------ | -------------------------- | ----------------------------- | ----- |
| 1980/81 (17.) | Kay Pollak         | Barnens ö                  | Heimliche Ausflüge            |       |
| 1981/82 (18.) | Hans Alfredson     | Den enfaldige mördaren     | Der einfältige Mörder         | [ 3 ] |
| 1982/83 (19.) | Ingmar Bergman     | Fanny och Alexander        | Fanny und Alexander           | [ 1 ] |
| 1984 (20.)    | Hrafn Gunnlaugsson | Korpen flyger              | Das versunkene Imperium       |       |
| 1985 (21.)    | Hans Alfredson     | Falsk som vatten           | nicht bekannt                 | [ 3 ] |
| 1986 (22.)    | Suzanne Osten      | Bröderna Mozart            | Mozart Brothers               |       |
| 1987 (23.)    | Kjell Grede        | Hip hip hurra!             | nicht bekannt                 | [ 2 ] |
| 1988 (24.)    | Max von Sydow      | Vid vägen                  | nicht bekannt                 |       |
| 1989 (25.)    | Åke Sandgren       | Miraklet i Valby           | Valby – Das Geheimnis im Moor |       |
| 1990 (26.)    | Kjell Grede        | God afton, herr Wallenberg | Guten Abend, Herr Wallenberg  | [ 2 ] |

### 1991–2000
| Jahr       | Preisträger und Nominierungen | Filmtitel                           | Deutscher                               | Ref.  |
| ---------- | ----------------------------- | ----------------------------------- | --------------------------------------- | ----- |
| 1991 (27.) | Anders Grönros                | Agnes Cecilia – en sällsam historia | nicht bekannt                           | [ 4 ] |
| 1991 (27.) | Susanne Bier                  | Freud flytter hjemmefra             | Freud Leaving Home                      | [ 4 ] |
| 1991 (27.) | Clas Lindberg                 | Underjordens hemlighet              | Unterirdisches Geheimnis                | [ 4 ] |
| 1992 (28.) | Colin Nutley                  | Änglagård                           | Fannys Farm                             | [ 5 ] |
| 1992 (28.) | Kjell-Åke Andersson           | Min store tjocke far                | Mein großer starker Vater               | [ 5 ] |
| 1992 (28.) | Bille August                  | Den goda viljan                     | Die besten Absichten                    | [ 5 ] |
| 1993 (29.) | Clas Lindberg                 | Pariserhjulet                       | nicht bekannt                           | [ 6 ] |
| 1993 (29.) | Daniel Alfredson              | Mannen på balkongen                 | Kommissar Beck: Der Mann auf dem Balkon | [ 6 ] |
| 1993 (29.) | Åke Sandgren                  | Kådisbellan                         | Die Schleuder                           | [ 6 ] |
| 1994 (30.) | Ulf Hultberg und Åsa Faringer | Pumans dotter                       | nicht bekannt                           |       |
| 1994 (30.) | Catti Edfeldt                 | Sixten                              | Sixten gibt nicht auf                   |       |
| 1994 (30.) | Rainer Hartleb                | En pizza i Jordbro                  | nicht bekannt                           |       |
| 1995 (31.) | Bo Widerberg                  | Lust och fägring stor               | Schön ist die Jugendzeit                |       |
| 1995 (31.) | Tomas Alfredson               | Bert – den siste oskulden           | nicht bekannt                           |       |
| 1995 (31.) | Kristian Petri                | Sommaren                            | nicht bekannt                           |       |
| 1996 (32.) | Kjell Sundvall                | Jägarna                             | Die Spur der Jäger                      |       |
| 1996 (32.) | Kjell-Åke Andersson           | Juloratoriet                        | nicht bekannt                           |       |
| 1996 (32.) | Ella Lemhagen                 | Drömprinsen – filmen om Em          | Der Traumprinz von Em                   |       |
| 1997 (33.) | Daniel Alfredson              | Tic Tac                             | nicht bekannt                           |       |
| 1997 (33.) | Måns Herngren und Hannes Holm | Adam & Eva                          | nicht bekannt                           |       |
| 1997 (33.) | Christina Olofson             | Sanning eller konsekvens            | Ich hätte Nein sagen können             |       |
| 1998 (34.) | Lukas Moodysson               | Fucking Åmål                        | Raus aus Åmål                           |       |
| 1998 (34.) | Solveig Nordlund              | Comédia Infantil                    | nicht bekannt                           |       |
| 1998 (34.) | Lisa Ohlin                    | Veranda för en tenor                | nicht bekannt                           |       |
| 1999 (35.) | Ella Lemhagen                 | Tsatsiki, morsan och polisen        | Tsatsiki – Tintenfische und erste Küsse |       |
| 1999 (35.) | Anders Nilsson                | Noll tolerans                       | Zero Tolerance – Zeugen in Angst        |       |
| 1999 (35.) | Kjell Sundvall                | Tomten är far till alla barnen      | nicht bekannt                           |       |
| 2000 (36.) | Roy Andersson                 | Sånger från andra våningen          | Songs from the Second Floor             |       |
| 2000 (36.) | Geir Hansteen-Jörgensen       | Det nya landet                      | nicht bekannt                           |       |
| 2000 (36.) | Lukas Moodysson               | Tillsammans                         | Zusammen!                               |       |

### 2001–2010
| Jahr       | Preisträger und Nominierungen     | Filmtitel                      | Deutscher                                                | Ref.        |
| ---------- | --------------------------------- | ------------------------------ | -------------------------------------------------------- | ----------- |
| 2001 (37.) | Jan Troell                        | Så vit som en snö              | So weiß wie Schnee                                       |             |
| 2001 (37.) | Bille August                      | En sång för Martin             | nicht bekannt                                            |             |
| 2001 (37.) | Mikael Håfström                   | Leva livet                     | nicht bekannt                                            |             |
| 2002 (38.) | Lukas Moodysson                   | Lilja 4-ever                   | nicht bekannt                                            |             |
| 2002 (38.) | Ulf Malmros                       | Bäst i Sverige!                | Zwei kleine Helden                                       |             |
| 2002 (38.) | Kjell Sundvall                    | Grabben i graven bredvid       | Der Typ vom Grab nebenan... (oder wo die Liebe hinfällt) |             |
| 2003 (39.) | Björn Runge                       | Om jag vänder mig om           | nicht bekannt                                            |             |
| 2003 (39.) | Mikael Håfström                   | Ondskan                        | Evil                                                     |             |
| 2003 (39.) | Kristian Petri                    | Detaljer                       | nicht bekannt                                            |             |
| 2004 (40.) | Tomas Alfredson                   | Fyra nyanser av brunt          | nicht bekannt                                            |             |
| 2004 (40.) | Maria Blom                        | Masjävlar                      | Zurück nach Dalarna                                      |             |
| 2004 (40.) | Kay Pollak                        | Så som i himmelen              | Wie im Himmel                                            |             |
| 2005 (41.) | Ulf Malmros                       | Tjenare Kungen                 | nicht bekannt                                            |             |
| 2005 (41.) | Josef Fares                       | Zozo                           | nicht bekannt                                            |             |
| 2005 (41.) | Björn Runge                       | Mun mot mun                    | nicht bekannt                                            |             |
| 2006 (42.) | Ylva Gustavsson und Catti Edfeldt | Förortsungar                   | nicht bekannt                                            |             |
| 2006 (42.) | Jesper Ganslandt                  | Farväl Falkenberg              | nicht bekannt                                            |             |
| 2006 (42.) | Anders Nilsson                    | När mörkret faller             | nicht bekannt                                            |             |
| 2007 (43.) | Roy Andersson                     | Du levande                     | Das jüngste Gewitter                                     |             |
| 2007 (43.) | Josef Fares                       | Leo                            | nicht bekannt                                            |             |
| 2007 (43.) | Johan Kling                       | Darling                        | nicht bekannt                                            |             |
| 2008 (44.) | Tomas Alfredson                   | Låt den rätte komma in         | So finster die Nacht                                     | [ 7 ] [ 8 ] |
| 2008 (44.) | Ruben Östlund                     | De ofrivilliga                 | nicht bekannt                                            | [ 7 ] [ 8 ] |
| 2008 (44.) | Jan Troell                        | Maria Larssons eviga ögonblick | Die ewigen Momente der Maria Larsson                     | [ 7 ] [ 8 ] |
| 2009 (45.) | Lisa Siwe                         | I taket lyser stjärnorna       | nicht bekannt                                            | [ 9 ]       |
| 2009 (45.) | Teresa Fabik                      | Prinsessa                      | nicht bekannt                                            | [ 9 ]       |
| 2009 (45.) | Fredrik Edfeldt                   | Flickan                        | Das Mädchen                                              | [ 9 ]       |
| 2010 (46.) | Pernilla August                   | Svinalängorna                  | Bessere Zeiten                                           | [ 10 ]      |
| 2010 (46.) | Lisa Langseth                     | Till det som är vackert        | nicht bekannt                                            | [ 10 ]      |
| 2010 (46.) | Babak Najafi                      | Sebbe                          | nicht bekannt                                            | [ 10 ]      |

### 2011–2020
| Jahr                           | Preisträger und Nominierungen | Filmtitel                                          | Deutscher                                                             | Ref.          |
| ------------------------------ | ----------------------------- | -------------------------------------------------- | --------------------------------------------------------------------- | ------------- |
| 2011 (47.)                     | Ruben Östlund                 | Play                                               | Play – Nur ein Spiel?                                                 | [ 11 ]        |
| 2011 (47.)                     | Lisa Aschan                   | Apflickorna                                        | nicht bekannt                                                         | [ 11 ]        |
| 2011 (47.)                     | Lisa Ohlin                    | Simon och Ekarna                                   | Simon                                                                 | [ 11 ]        |
| 2012 (48.)                     | Gabriela Pichler              | Äta Sova Dö                                        | nicht bekannt                                                         | [ 12 ] [ 13 ] |
| 2012 (48.)                     | Mikael Marcimain              | Call Girl                                          | nicht bekannt                                                         | [ 12 ] [ 13 ] |
| 2012 (48.)                     | Jan Troell                    | Dom över död man                                   | nicht bekannt                                                         | [ 12 ] [ 13 ] |
| 2013 (49.)                     | Per Fly                       | Monica Z                                           | nicht bekannt                                                         | [ 14 ] [ 15 ] |
| 2013 (49.)                     | Måns Mårlind & Björn Stein    | Känn ingen sorg                                    | nicht bekannt                                                         | [ 14 ] [ 15 ] |
| 2013 (49.)                     | Anna Odell                    | Återträffen                                        | nicht bekannt                                                         | [ 14 ] [ 15 ] |
| 2014 (50.)                     | Ruben Östlund                 | Turist                                             | Höhere Gewalt                                                         | [ 16 ] [ 17 ] |
| 2014 (50.)                     | Roy Andersson                 | En duva satt på en gren och funderade på tillvaron | Eine Taube sitzt auf einem Zweig und denkt über das Leben nach        | [ 16 ] [ 17 ] |
| 2014 (50.)                     | Mikael Marcimain              | Gentlemen                                          | nicht bekannt                                                         | [ 16 ] [ 17 ] |
| 2015 (51.)                     | Magnus von Horn               | Efterskalv                                         | nicht bekannt                                                         | [ 18 ] [ 19 ] |
| 2015 (51.)                     | Peter Grönlund                | Tjuvheder                                          | nicht bekannt                                                         | [ 18 ] [ 19 ] |
| 2015 (51.)                     | Sanna Lenken                  | Min lilla syster                                   | Stella                                                                | [ 18 ] [ 19 ] |
| 2016 (52.)                     | Goran Kapetanović             | Min faster i Sarajevo                              | nicht bekannt                                                         | [ 20 ] [ 21 ] |
| 2016 (52.)                     | Felix & Måns Herngren         | Hundraettåringen som smet från notan och försvann  | Der Hunderteinjährige, der die Rechnung nicht bezahlte und verschwand | [ 20 ] [ 21 ] |
| 2016 (52.)                     | Alexandra-Therese Keining     | Pojkarna                                           | nicht bekannt                                                         | [ 20 ] [ 21 ] |
| 2016 (52.)                     | Hanna Sköld                   | Granny’s Dancing on the Table                      | nicht bekannt                                                         | [ 20 ] [ 21 ] |
| 2017 (53.)                     | Ruben Östlund                 | The Square                                         | nicht bekannt                                                         | [ 22 ] [ 23 ] |
| 2017 (53.)                     | Amanda Kernell                | Sameblod                                           | nicht bekannt                                                         | [ 22 ] [ 23 ] |
| 2017 (53.)                     | Janus Metz                    | Borg/McEnroe                                       | nicht bekannt                                                         | [ 22 ] [ 23 ] |
| 2017 (53.)                     | Tarik Saleh                   | The Nile Hilton Incident                           | Die Nile Hilton Affäre                                                | [ 22 ] [ 23 ] |
| 2018 (54.)                     |                               |                                                    |                                                                       |               |
| Carl Javér                     | Rekonstruktion Utøya          | nicht bekannt                                      |                                                                       |               |
| Ali Abbasi                     | Gräns                         | nicht bekannt                                      | [ 24 ]                                                                |               |
| Måns Månsson und Axel Petersén | Toppen av ingenting           | nicht bekannt                                      | [ 24 ]                                                                |               |
| Gabriela Pichler               | Amatörer                      | nicht bekannt                                      | [ 24 ]                                                                |               |
| 2019 (55.)                     |                               |                                                    | [ 24 ]                                                                |               |
| Pella Kagerman, Hugo Lilja     | Aniara                        | nicht bekannt                                      |                                                                       |               |
| Roy Andersson                  | Om det oändliga               | Über die Unendlichkeit                             |                                                                       |               |
| Levan Akin                     | And Then We Danced            | Als wir tanzten                                    |                                                                       |               |
| Jon Holmberg                   | Sune – Best Man               | nicht bekannt                                      |                                                                       |               |
| 2020 (56.)                     |                               |                                                    |                                                                       |               |
| Amanda Kernell                 | Charter                       | nicht bekannt                                      |                                                                       |               |
| Nathan Grossman                | I Am Greta                    | Ich bin Greta                                      |                                                                       |               |
| Maria Bäck                     | Psykos i Stockholm            | nicht bekannt                                      |                                                                       |               |
| Henrik Schyffert               | Spring Uje spring             | nicht bekannt                                      |                                                                       |               |

### Seit 2021
| Jahr       | Preisträger und Nominierungen | Filmtitel             | Deutscher              | Ref. |
| ---------- | ----------------------------- | --------------------- | ---------------------- | ---- |
| 2021 (57.) | Nathalie Álvarez Mesén        | Clara Sola            | nicht bekannt          |      |
| 2021 (57.) | Gorki Glaser-Müller           | Children of the Enemy | nicht bekannt          |      |
| 2021 (57.) | Ninja Thyberg                 | Pleasure              | nicht bekannt          |      |
| 2021 (57.) | Ronnie Sandahl                | Tigrar                | Tiger                  |      |
| 2022 (58.) | Ruben Östlund                 | Triangle of Sadness   | nicht bekannt          |      |
| 2022 (58.) | Tarik Saleh                   | Walad min al-Janna    | Die Kairo Verschwörung |      |
| 2022 (58.) | Sanna Lenken                  | Comedy Queen          | nicht bekannt          |      |
| 2022 (58.) | Jens Sjögren                  | Jag är Zlatan         | I Am Zlatan            |      |